# Shangri-La (album de Mark Knopfler)
Pour les articles homonymes, voir Shangri-La (homonymie).
Albums de Mark Knopfler
The Ragpicker's Dream
(2002) All the Roadrunning
(2006)
Shangri-La est le quatrième album solo de Mark Knopfler, sorti le 28 septembre 2004. Il est enregistré en février 2004 aux studios Shangri-La à Malibu, Californie.

## Liste des chansons
Toutes les chansons sont écrites et composées par Mark Knopfler.
| No  | Titre                     | Durée |
| --- | ------------------------- | ----- |
| 1.  | 5.15 A.M.                 | 5:54  |
| 2.  | Boom, Like That (en)      | 5:49  |
| 3.  | Sucker Row                | 4:56  |
| 4.  | The Trawlerman's Song     | 5:02  |
| 5.  | Back to Tupelo            | 4:31  |
| 6.  | Our Shangri-La            | 5:41  |
| 7.  | Everybody Pays            | 5:24  |
| 8.  | Song for Sonny Liston     | 5:06  |
| 9.  | Whoop De Doo              | 3:53  |
| 10. | Postcards from Paraguay   | 4:07  |
| 11. | All That Matters          | 3:08  |
| 12. | Stand Up Guy              | 4:32  |
| 13. | Donegan's Gone            | 3:05  |
| 14. | Don't Crash the Ambulance | 5:06  |

## Musiciens
- Mark Knopfler – guitares, voix
- Richard Bennett – guitares
- Paul Franklin – pedal steel
- Glenn Worf – basse
- Guy Fletcher – orgue, piano, clavinet
- Jim Cox – orgue, piano, harmonica
- Chad Cromwell – batterie, percussions